# Rebecca Scott (modelo)
Rebecca Scott (nacida el 27 de septiembre de 1972 en Kenosha, Wisconsin) es una modelo norteamericana que fue playmate de agosto de 1999 de la revista playboy. Además de su aparición en la revista también lo hizo en varios videos playboy.

## Filmografía
Series
- ¿? como ¿? (2018-¿?), Telecinco.
- Cucumber como Becky (2016), Channel 4.

Películas
- Transhuman como Cassie (2017).
- Orgullo + Prejuicio + Zombis como Penny McGregor (2016).
- Making It como David's Wife (2015).
- El estigma del mal como Student #1 (2014).
- The Crack como Annie (2013).